# Artur Tuisk
Artur Tuisk, född 10 januari 1903 i Narva, död 15 april 1992 i Hägersten, var en estnisk-svensk målare och teckningslärare.
Han var son till målaren Mihkel Tuisk och Rosalie-Pauline Brutus samt från 1929 gift med Hilda Linder.
Tuisk studerade vid konsthögskolan Pallas i Tartu 1924-1931 och avlade 1931 examen som teckningslärare. Han arbetade som teckningslärare fram till 1943 i Estland. Han medverkade i ett flertal estländska konstutställningar 1932–1937 och efter sin ankomst till Sverige medverkade han i ett antal grupp- och samlingsutställningar. 
Efter andra världskriget var han verksam i Sverige som konstnär. Hans konst består av landskap, blomstergrupper, porträtt och figurmotiv. Han medverkade som tecknare i ett flertal tidningar i Narva före kriget och i Sverige medverkade han i några estniska tidningar.